# Paul J. Smith
Paul J. Smith (ur. 30 października 1906 w Calumet (Michigan), zm. 25 stycznia 1985 w Glendale (Kalifornia)) – amerykański kompozytor muzyki filmowej.

## Działalność artystyczna
Przez znaczną część kariery związany był z wytwórnią Disney. Komponował ścieżki dźwiękowe do filmów animowanych i fabularnych, zarówno kinowych jak i telewizyjnych. 
Siedmiokrotnie nominowany do nagród Akademii Filmowej, statuetkę otrzymał w 1941 roku za muzykę do filmu Pinokio.
W 1994 roku wytwórnia Disney pośmiertnie przyznała mu nagrodę Disney Legends.